# Sebastià I de Portugal
Sebastià I de Portugal, dit el Desitjat (Lisboa, 1554 - Kasr al-Kabir, Marroc, 1578), fou Rei de Portugal (1557-1578).

## Orígens familiars
Fill de l'infant Joan de Portugal i la seva esposa Joana d'Habsburg, nasqué a la capital del regne el 20 de gener de 1554.
Per línia paterna era net del rei Joan III de Portugal i per línia materna ho era de l'emperador Carles I de Castella i V d'Alemanya.

## Ascens al tron
Sebastià va arribar al tron portuguès a la mort del seu pare el 1554, dues setmanes abans del seu naixement. A la mort de l'infant Joan, el rei Joan III transferí tots els drets dinàstics d'aquest al seu net i va ascendir al tron a l'edat de tres anys.
En un primer moment va tenir la regència de la seva mare Caterina d'Habsburg, i posteriorment del seu besoncle, el cardenal Enric de Portugal. Durant aquest període es va continuar l'expansió colonial a Angola, Moçambic i Malaca, així com es va produir l'annexió de Macau.
El jove rei va créixer sota la guia i influència dels jesuïtes. Va ser un místic que va dedicar llargs períodes a la seva gran afició, la caça. Es va convèncer a si mateix que era un gran capità de Jesús en una croada contra l'expansió del poder turc al nord d'Àfrica. Així, durant l'últim any de vida del seu avi Joan III les tropes portugueses es van retirar de les seves de Marroc, cosa que va permetre l'expansió de l'Imperi Turc.

## Majoria d'edat i mort
Sebastià I era un infant fràgil, resultat de generacions i generacions de matrimonis entre membres d'una mateixa família. Així, Sebastià I tenia tan sols quatre besavis, quan normalment en són vuit i tres d'aquests descendien del rei Joan I de Portugal.
Poc temps després d'arribar a la majoria d'edat i tot i no tenir fills ni hereus, va organitzar una croada contra la ciutat de Fes. El seu oncle Felip II de Castella va refusar prendre part en la iniciativa, però li va prometre una força d'expedicionaris que mai no va arribar. Així mateix, el rei castellà va posposar el casament de Sebastià I amb una de les seves filles.
L'exèrcit portuguès, compost majoritàriament per mercenaris estrangers, va travessar el Marroc el 1578 i, desobeint les ordres dels seus líders, Sebastià I va penetrar en terres marroquines per intentar trobar els seus aliats. A la batalla de Kasr al-Kabir, l'exèrcit portuguès fou rodejat per Abu Marwan Abd al-Malik I Saadi de Fes i Sebastià I gairebé mor en el combat. Però tot i que se li va facilitar la fugida, Sebastià cregué en les seves forces i es va dirigir un altre cop contra les línies enemigues. Allà fou on se'l va veure per última vegada, sense trobar mai el seu cadàver, el 4 d'agost de 1578.
Sebastià I, sense fills ni hereus, fou succeït pel seu besoncle Enric I de Portugal, que fou escollit per les Corts portugueses el 1578.

## Sebastianisme
A partir d'aquell moment, Sebastià I va entrar a formar part de les llegendes portugueses com un gran patriota, el rei dorment que retornaria per ajudar Portugal en les seves hores més difícils. Així, durant el període d'ocupació castellana, entre el 1580 i el 1640, fins a quatre pretendents van arribar a afirmar ser el rei Sebastià. L'últim d'ells, que en realitat era italià, fou executat el 1619.